# Pseudoahermodontus benesi
Pseudoahermodontus benesi är en skalbaggsart som beskrevs av Dellacasa 1997. Pseudoahermodontus benesi ingår i släktet Pseudoahermodontus och familjen Aphodiidae. Inga underarter finns listade i Catalogue of Life.